# Резня в Адре
Резня в Адре — произошла в декабре 2013 года в городе Адра в ходе гражданской войны в Сирии. Госдеп США осудил резню.
11 декабря 2013 года членам фронта ан-Нусра и Исламского фронта удалось прорваться в промышленную зону города Адра, расположенного в 40 километрах к северо-востоку от столицы Сирии Дамаска. Проникнув в город, боевики стали убивать проживавших там алавитов, друзов, шиитов и христиан. Убийства продолжились и на следующий день.
13 декабря правительственные войска окружили город и начали операцию против находящихся там боевиков. По данным на 15 декабря в результате резни, происходившей 11-12 декабря, погибло от 32 до 40 гражданских лиц, десятки людей считались пропавшими без вести. По данным представителей армии правительства Сирии, количество погибших составляет более 80 человек. Министр иностранных дел Сирии заявил, что количество погибших в результате резни превышает 100 человек.
По данным на 30 декабря, правительство Сирии эвакуировало из города около 5 тысяч человек. По данным на 31 декабря, количество эвакуированных составило более 6 тысяч.
К середине января правительству Сирии удалось освободить промышленную зону от боевиков. К концу сентября 2014 года — установить полный контроль над городом.